# Tmethis maroccanus
Tmethis maroccanus is een rechtvleugelig insect uit de familie Pamphagidae. De wetenschappelijke naam van deze soort is voor het eerst geldig gepubliceerd in 1908 door Bolívar.